# Hermanas Fox

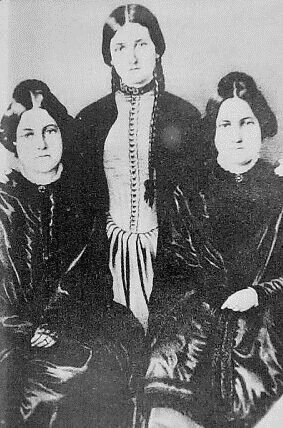
Margaret, Kate y Leah

Las Hermanas Fox es el sobrenombre dado a las tres hermanas, Kate Fox (1837-1892), Margaret Fox (1833-1893) y Leah Fox (1814-1890), principales impulsoras del nacimiento del espiritismo a mitad del siglo XIX después de afirmar ser testigos de una serie de fenómenos paranormales.
Los fenómenos eran básicamente raps o golpes que ellas mismas hacían a escondidas para convencer a su hermana mayor y otras personas que se estaban comunicando con espíritus. La hermana mayor se encargó entonces de manejar su exitosa carrera como médiums durante varios años.
Era la víspera del 1 de abril, que en el mundo anglosajón equivale a nuestro Día de los Inocentes. Corría el año 1848 y dos de las hermanas Fox, Maggie y Kate, se aburrían en su casa, una modesta granja de la localidad de Hydesville, en el estado de Nueva York. Para combatir su tedio, a las hermanas se les ocurrió gastar una broma. Empezaron a realizar pequeños ruidos, unos golpes secos que realizaban con sus pies, e intentaron hacer creer a sus padres que hablaban con fantasmas.
La chanza dio resultado, y Margaret y John, los asustados progenitores, pensaron que en su casa habitaba el mismo demonio. Poco tiempo después, espoleadas por su hermana mayor, Maggie y Kate empezaron a realizar espectáculos donde se ofrecía a los clientes presenciar en directo la conexión con los difuntos. Así, lo que empezó como una broma se convirtió en uno de los mayores fraudes de la historia. 
La historia de las Hermanas Fox
Cuarenta años después de estos hechos, en octubre de 1888, Maggie y Kate (ahora dos mujeres maduras y respetablemente casadas) convocan una rueda de prensa en una de las salas de la Academia de Música de Nueva York, donde asisten periodistas junto con seguidores y detractores de las hermanas. El público estaba a punto de recibir una noticia sonada que, a pesar de todo, muchos ya sospechaban.
Ante la estancia repleta de gente, Maggie y Katie anuncian que la “comunicación” que llevan estableciendo con los difuntos desde que eran niñas (fenómeno que ya se empieza a conocer con el nombre de espiritismo) es un engaño, la blasfemia “más demoledora”, como literalmente manifestó Maggie, la hermana más pequeña y considerada como la médium más importante del grupo.
Para demostrar a los todavía incrédulos que nada de lo que habían sostenido en esas cuatro décadas era real, Maggie se descalza y se sube a la mesa. Inmediatamente, empieza a realizar con los dedos de los pies los chasquidos característicos que supuestamente emitían los difuntos (los famosos raps) que, reverberando por la madera de la superficie, parecen retumbar en toda la sala. La pantomima ha sido descubierta.
Una broma que se fue de las manos
Aunque, en realidad, el hito que marca la aparición del espiritismo a nivel oficial es la publicación de la obra El libro de los espíritus (1857), tradicionalmente se considera que el nacimiento de esta pseudociencia comenzó ese treinta y uno de marzo de 1848, cuando las hermanas Fox decidieron gastar esa broma a sus padres, relacionada con el Día de los Inocentes. A partir de aquella pequeña inocentada, la burla fue acrecentándose hasta que, con el beneplácito de la familia, las Fox empezaron a ganarse la vida con ello.
Aquella noche, Maggie y Kate (de quince y doce años, respectivamente), fingieron llamar a un espíritu mientras realizaban golpes con los pies apoyados en los cabezales de la cama. La madera amplificó el ruido y la pobre madre tuvo la sensación de que, efectivamente, un fantasma estaba contestando a sus hijas. Pronto, la farsa fue a más. Las niñas aseguraban oír el chirrido de las cadenas que arrastraba el espíritu, así como el pálpito sordo de una respiración desacompasada que iba y venía. Fascinado por el descubrimiento, el hermano mayor, David Fox, que en aquellos años ya era adulto y vivía en otra casa, ideó un sistema para que sus hermanas pudieran mejorar su comunicación con el “fantasma”. El joven decidió que se le realizarían preguntas al espíritu, preguntas que el aparecido tendría contestar sólo con “sí” o “no”. Un golpe era afirmativo; dos, una negación. Los Fox acababan de diseñar la primera ouija.
El buhonero muerto
Poco después de las primeras “comunicaciones”, la noticia empezó a correr por el pueblo y no fueron pocos los curiosos que se acercaron a la granja Fox para presenciar los extraños fenómenos. La apoteosis llegó cuando, en una de las sesiones, las hermanas consiguieron “sonsacar” al espíritu que era el fantasma de un buhonero asesinado hacía años y que había sido enterrado en la casa, antes que la familia Fox se hiciera con la propiedad. La noticia asombró a Hydesville. Para demostrar la veracidad de la confesión fantasmal, los Fox decidieron excavar en los cimientos de su granja y poner el cadáver del buhonero al descubierto. Lo único que consiguieron fue un escape de agua que paralizó los trabajos. Sin embargo, algunos años más tarde, y debido a un desprendimiento del terreno, salieron a la luz unos huesos. La gente de Hydesville contuvo la respiración; ¿serían efectivamente los restos del buhonero cuyo espíritu se comunicaba con las hermanas?  La investigación policial confirmó que el cadáver pertenecía, efectivamente, a un buhonero que había desaparecido varios años atrás, mucho ante de que los Fox adquirieran la finca. La noticia dio la vuelta al estado de Nueva York, pero el hecho es que hacía ya años que las hermanas Fox se ganaban la vida con su farsa. Leah Fox, la mayor de las tres muchachas (que en el momento de las primeras comunicaciones tenía ya treinta y cuatro años y estaba casada) había organizado a sus hermanas pequeñas una especie de gira, donde los asistentes pagaban una entrada para presenciar las sesiones de espiritismo en vivo.
Su primera gran actuación acaeció en noviembre del año siguiente, ante 400 personas. En su momento álgido, las hermanas llegaron a percibir nada menos que 100 dólares por sesión. Estamos hablando de mediados del siglo XIX. 100 dólares por noche, durante cuarenta años. Casi nada.
El negocio de la desesperación
El número de “clientes” de las Fox creció como la espuma, pues eran muchos los que habían perdido a un ser querido (recordemos además que era la época de la guerra civil americana) y deseaban contactar con él. Así, aprovechándose de la desesperación de los familiares y amigos, las hermanas Fox conseguían llenar las salas en sus sesiones.
Podemos imaginar el impacto que tuvo la confesión de Maggie durante la rueda de prensa del 21 de octubre de 1888. La gente empezó a preguntarse: ¿era todo, pues, un fraude? Cuando las hermanas aseguraron haber hablado con un marido, con una esposa, un hijo, un padre, ¿era sólo una mentira? ¿Era cierto que aquellas jovencitas de rostro bueno y sincero se habían aprovechado del dolor para enriquecerse?
A lo largo de los años, las hermanas Fox perfeccionaron su “técnica” y consiguieron realizar raps y otros efectos “paranormales” absolutamente impresionantes con solo realizar toques “invisibles” con sus dedos, unos toques que vibraban por las superficies sólidas y que parecían envolver a los presentes, realmente como si de un espíritu se tratara. En pocas palabras, las hermanas Fox no eran espiritistas; eran prestidigitadoras. Lo más curioso es que, tras su inesperada declaración, las Fox aseguraron que las habían obligado a mentir, y que su espiritismo era verdadero. Entre palabras veladas, apuntaron a las jerarquías católicas como elementos de presión, puesto que, al parecer, querían que profesaran en un convento para que dejaran su carrera “espiritista”.
Sin embargo, ya no podían volver atrás. Cuando Maggie se subió a la mesa de la Academia de Música de Nueva York y ejecutó ante los presentes su performance con los dedos de los pies, el mito de las hermanas médiums se desplomó. Algunos siguieron sosteniendo su veracidad algunos años más. Ellas fallecieron relativamente jóvenes, alcoholizadas y en la miseria.
En 1888, Margaret y Kate confesaron que sus golpes eran un engaño y demostraron públicamente su método. Margaret después intentó retractarse de su confesión, pero su reputación ya estaba arruinada y en menos de cinco años ya habían fallecido todas. A pesar de su confesión, el movimiento espiritista continuó creciendo en popularidad.